# Залесе-Борове
Залесе-Борове (пол. Zalesie Borowe) — село в Польщі, у гміні Сероцьк Леґьоновського повіту Мазовецького воєводства.
Населення — 38 осіб (2011).
У 1975-1998 роках село належало до Варшавського воєводства.

## Демографія
Демографічна структура станом на 31 березня 2011 року:
|          | Загалом | Допрацездатний вік | Працездатний вік | Постпрацездатний вік |
| -------- | ------- | ------------------ | ---------------- | -------------------- |
| Чоловіки | 19      | 1                  | 15               | 3                    |
| Жінки    | 19      | 2                  | 12               | 5                    |
| Разом    | 38      | 3                  | 27               | 8                    |